# Treball (PSUC)

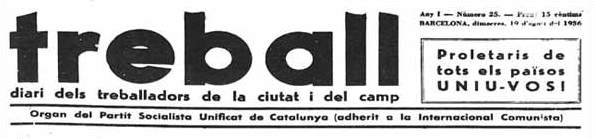
Capçalera de Treball del 19 d'agost de 1936.

Treball va ser un diari nascut el 21 de juliol del 1936, tot just començada la Guerra Civil Espanyola i editat pel Partit Socialista Unificat de Catalunya (PSUC). Durant la dictadura, va ser publicat clandestinament primer a l'interior i després des de França, ja en forma de revista. Actualment es manté com a revista oficial d'Iniciativa per Catalunya Verds. Durant els seus interromputs 75 anys d'història, s'ha publicat íntegrament en català.

## Història
Va ser fundat pel comitè d'enllaç del que sortiria el PSUC, fruit de la unió de quatre partits (Unió Socialista de Catalunya, Partit Comunista de Catalunya, Partit Català i Proletari i la Federació Catalana del PSOE). El diari publicà el seu primer número el 21 de juliol del 1936, tres dies després de l'inici de la Guerra Civil Espanyola. Apareix primerament amb el subtítol Diari dels treballadors de la ciutat i del camp i Òrgan central del Partit Socialista Unificat de Catalunya (adherit a la Internacional Comunista).
Treball actuava com a mitjà de comunicació portaveu del PSUC, la qual cosa determinava el seu estil. A l'obra “Catàleg de 200 anys de premsa” (dirigida pel periodista i escriptor Josep Maria Huertas) es defineix el diari com una publicació “amb tots els defectes d'un diari oficial de partit i més en temps de guerra”. Durant els anys de guerra, oferia informació puntual del que succeïa al front, amb un to apassionat i buscant la implicació dels militants, que eren els qui venien els exemplars del diari pels pobles. S'imprimia als tallers del diari El Matí (vinculat a Unió Democràtica de Catalunya), que havien estat requisats.
L'escriptor Vicenç Riera i Llorca explica així la confiscació del diari El Matí:
| « | L'endemà [de l'ocupació] es va presentar a la impremta Pere Ardiaca: s'havia constituït el partit i l'havien nomenat director del diari. Vaig deixar la feina a mans seves. Amb la capçalera de Treball es va fer un dels diaris de més circulació a Catalunya, durant la Guerra. Mai no m’he explicat perquè es va procedir a la confiscació d'El Matí, que era l'òrgan d'un partit que feia la guerra amb la República. | » |

La primera fase de la publicació va durar dos anys i mig, i va comptar també amb la col·laboració de la cèl·lula de dibuixants del Partit Socialista Unificat de Catalunya, sorgida de l'escissió del Sindicat de Dibuixants Professionals, en l'àrea gràfica. En aquest sentit van col·laborar artistes com Goñi, Guasp i Tona, Tísner o Subirats entre d'altres. l'últim número va veure la llum el 25 de gener de 1939. Amb l'arribada de les tropes franquistes a Barcelona, Treball va cessar la seva activitat, després d'ésser una de les publicacions de més tirada de la ciutat en guerra, juntament amb La Vanguardia i La Humanitat.
Un grup de militants del PSUC empresonats, entre els quals es trobava Josep Solé Barberà, van intentar revifar la revista. Ho van aconseguir l'any 1945, aprofitant el descontrol que regnava a la Model per imprimir-ne uns quants números a la impremta de la presó. Seria ja en forma de revista, amb periodicitat mensual. Posteriorment, es va publicar, sempre de forma clandestina, a un taller del Poble-sec. La tirada era d'uns 3.000 exemplars i seguint fidel a la seva concepció original, que es repartien per tot el territori de Catalunya. El descobriment de l'activitat de la impremta per part de la policia l'any 1947 va acabar amb la detenció dels responsables, entre els quals es trobava el director de la revista, Joaquim Puig i Pidemunt. Puig i Pidemunt va ser afusellat pel règim el 17 de febrer de 1949, a causa de la seva militància comunista, juntament amb Ángel Carrero Sancho, Pere Valverde Fuentes i Numen Mestre Ferrando, tots tres membres de l'Agrupació Guerrillera de Catalunya, a la qual també pertanyia Puig. Abans del seu afusellament, havia estat substituït al capdavant de Treball per Josep Raventós.
Sota la direcció del mateix Raventós es va recuperar la revista, amb la col·laboració de l'impressor Antoni Ara. La detenció d'ambdós l'any 1951 va avortar de nou la publicació de Treball. D'un caràcter marcadament comunista, contundentment contrari a la Dictadura del general Francisco Franco, mantenia la falç i el martell com a símbol a la capçalera, juntament amb el títol de la publicació.
Més endavant, i encara durant la dictadura, Treball es va mantenir en la clandestinitat, però ja coordinat des de França: primer sota la direcció de Francesc Vicens a partir del 1959 i amb Josep M. Cendrós i Leonor Bornau des del 1962.
L'any 1972 marca l'inici de la bimensualitat de la publicació, amb Joaquim Sampere com a director. No serà fins a l'11 d'octubre de 1976, coincidint amb l'edició 450, que Treball passarà a publicar-se amb una periodicitat setmanal. A l'abril del 1977, amb Joan Busquet ja al capdavant, es podrà tornar a vendre als quioscos, coincidint amb la legalització del PSUC. Treball en continuava essent el diari oficial, com ho demostra el subtítol que continuava a la capçalera (“Òrgan central del Partit Socialista Unificat de Catalunya”), juntament amb una altra consigna: “Proletaris de tots els països: uniu-vos!”, que havia figurat invariablement des de l'any 1946.
En aquesta nova etapa com a publicació no prohibida ni clandestina, Treball es van convertir en el termòmetre de l'estat del PSUC, que va viure importants tensions internes.
L'any 2001, Iniciativa per Catalunya Verds, la federació política fundada l'any 1987 sota l'impuls del PSUC, recupera l'històric nom per a la seva revista. Així, Treball es manté com a publicació d'ICV i amb seu nom original, tot i que sota l'epítet “La Revista d'Iniciativa per Catalunya Verds”. El març de 2010 va començar a publicar-se sota la llicència Creative Commons.
Des de la tardor de 2013, simultàniament a l'aparició del nº213 de l'edició de paper, Treball disposa d'un web propi amb el domini revistatreball.cat on hi desgrana els continguts de l'edició de paper i inclou noves propostes adreçades als lectors d'Internet.

## Directors
- Pere Ardiaca (1936)
- Joaquim Puig i Pidemunt (1943)
- Hidalgo (1947)
- Josep Raventós (1948)
- Pere Ardiaca (1952)
- Francesc Vicens (1958)
- Josep Sendrós i Leonor Bornau, (1962)
- Joaquim Sampera (1972)
- Joan Busquet (1977)
- Andreu Claret i Casadessús (1981)
- Joan Sanjuan (1982)
- Jordi Guillot i Miravet (1984-1988).
- Jordi Vendrell (2001-2004)
- Marc Rius (2004-2012)
- Sergi de Maya (2012)
- Júlia Brosa i Sergi de Maya (2016)
- Paola Lo Cascio i Marc Andreu (2019)